# Layer 2 Forwarding
L2F signifie Layer 2 Forwarding (transfert de couche 2 en français).
Ce protocole VPN, maintenant obsolète, a été développé par Cisco Systems, Northern Telecom (Nortel) et Shiva. Il fut intégré dans Cisco IOS. Il servait à transporter des sessions PPP entre des NAS afin de les agréger sur un NAS principal lors de l'utilisation de PPP multi-lien (MLPPP).

Il a été décrit dans la RFC 2341. Il est basé sur UDP et utilise le port 1701.
Son successeur est L2TP.